# Éducation dans les situations d'urgence
L'éducation dans les situations d'urgence vise la promotion d’une éducation de qualité tout au long de la vie pour tous – enfants, jeunes et adultes – tant dans le cadre des interventions en cas d'urgence que de la reconstruction à plus long terme. Des millions d’enfants sont empêchés d’aller à l’école à cause de conflits, de catastrophe d’origine naturelle et de pandémies et leur nombre ne cesse de croître.[Combien ?] Dans les pays touchés par les crises, le risque de ne pas aller à l’école est deux fois plus élevé que chez les enfants vivant dans d’autres pays. L’investissement dans l'éducation en temps de crise contribue à renforcer la résilience et la cohésion sociale des communautés, jouant un rôle essentiel pour une reconstruction durable.

## Contexte
L'éducation est un droit international humain auquel chacun a droit, à tout moment. Cependant, dans les situations d'urgence, les États rencontrent souvent des difficultés pour garantir et protéger le droit à l'éducation, en particulier pour les groupes vulnérables déjà marginalisés, par exemple les personnes handicapées. Cela peut être dû à une coupure généralisée de courant et à l'anarchie qui en découle, à la destruction d'infrastructures ou à la réorientation des ressources. Dans tous les cas, les situations d’urgence augmentent les risques de violation du droit à l’éducation. Il est donc important que le droit international et la communauté internationale agissent pour minimiser et atténuer les effets délétères des situations d'urgence. En cas d'urgence, le droit international des droits humains s'applique à tous les contextes. Les individus ne perdent pas leurs droits à cause des conflits, de la famine ou des catastrophes naturelles. Formellement, le droit à l'éducation n’est pas susceptible de dérogation. Autrement dit, les États ne sont pas autorisés à limiter temporairement sa jouissance pendant un état d'urgence.

## Droit à l'éducation
Dans la pratique, les États peuvent limiter l'exercice du droit à l'éducation, mais le Conseil économique et social des Nations unies précise que, le cas échéant, il revient à l’État de justifier ces limitations. Néanmoins, les États restent tenus de respecter leurs obligations fondamentales minimales. En outre, en fonction de la nature de la situation d'urgence, différents domaines du droit international peuvent également s'appliquer. Vis-à-vis du droit à l'éducation, il s'agit du droit international des droits humains, du droit international humanitaire (ou droit des conflits armés), du droit international des réfugiés et du droit pénal international. En outre, des instruments non contraignants tels que la Déclaration sur la sécurité dans les écoles (2015) s'appliquerait également. De plus, en cas d’urgence, la capacité d’un État à garantir le droit à l’éducation peut être compromise et d’autres acteurs (Nations unies, ONG, autres États, etc.) sont tenus de proposer une assistance et une coopération internationales. Dans les situations d’urgence, l’éducation n’est généralement pas considérée comme un moyen de sauver des vies, mais son importance pour les personnes touchées, constamment soulignée par les parents et les apprenants eux-mêmes, ne doit pas être sous-estimée. Elle apporte une protection émotionnelle et physique mais aussi une stabilité et un sentiment essentiel de continuité. À moyen terme, l'éducation peut aider les enfants soldats, les personnes déplacées à l'intérieur de leur propre pays, les migrants, les réfugiés et toutes les personnes touchées par des situations d'urgence à réintégrer la société. À long terme, l'éducation peut jouer un rôle dans la prévention des situations d'urgence.

### Éducation des réfugiés, migrants et autres personnes déplacées
Le droit à l’éducation doit être garanti indépendamment de l’origine, de la nationalité ou du statut juridique des apprenants. Bien que le statut juridique et migratoire ne soit pas reconnu explicitement comme un motif interdit de discrimination, plusieurs organes créés en vertu des traités relatifs aux droits humains, tels que le CESCR ou le Comité des droits de l’enfant, ont affirmé que le droit à l’éducation s’appliquait à tous, y compris aux non ressortissants comme les réfugiés, les demandeurs d’asile, les apatrides, les travailleurs migrants et les victimes de trafics internationaux. Cela vaut également dans les cas de retour ou d’expulsion vers le pays d’origine, indépendamment du statut juridique de ces personnes ou de la régularité de leur situation.

## L'éducation en situation de catastrophe naturelle
Les catastrophes naturelles, qu’il s’agisse de tremblements de terre ou de typhons, font peser de nombreux risques sur les systèmes éducatifs – pertes en vies humaines, destruction des infrastructures et déplacements. La prise en compte de ces risques dans les plans sectoriels de l’éducation permettrait d’en atténuer l’impact. Il convient à cette fin de renforcer les capacités des pouvoirs publics à tous les niveaux afin que les services éducatifs subissent le moins de perturbations possible pendant toutes les phases, des interventions d’urgence aux opérations de relèvement. En 2017, le Bureau des Nations unies pour la prévention des catastrophes et l’Alliance mondiale pour la réduction des risques de catastrophe et la résilience dans le secteur de l’éducation ont produit une version actualisée de leur Cadre global pour la sécurité des écoles, qui s’articule autour de trois axes : sécurité des établissements scolaires, gestion des catastrophes au niveau des écoles et sensibilisation à la réduction des risques et à la résilience.
À la croisée de ces trois axes figurent l’évaluation globale des risques, l’analyse du secteur de l’éducation et l’évaluation et la planification dans l’intérêt de l’enfant. Compte tenu des risques de catastrophe naturelle au Bangladesh, l’une des rubriques du troisième programme pour le développement de l’enseignement primaire est consacrée aux situations d’urgence dans le but de mettre en œuvre une recommandation adoptée en 2011 par le groupe consultatif local sur les interventions rapides en cas de catastrophe, à savoir, fixer un « cadre pour que la réduction des risques de catastrophe et l’éducation en situations d’urgence soient prises en considération lors de l’élaboration et de la mise en œuvre du plan sectoriel ». De nombreux pays insulaires du Pacifique tiennent compte dans leurs plans d’éducation des risques de catastrophe naturelle liés aux changements climatiques.
En 2011, les Îles Salomon ont publié une Déclaration de politique et [des] directives pour la préparation aux catastrophes et l’éducation en situation d’urgence qui ont pour objet de garantir aux élèves la sécurité des environnements d’apprentissage avant, pendant et après une situation d’urgence et de veiller à ce que toutes les écoles prévoient des lieux provisoires d’enseignement et d’apprentissage. Afin de préserver la qualité de l’éducation, tous les enseignants exerçant dans les régions touchées doivent suivre une formation sur les stratégies psychosociales dans les deux mois suivant la catastrophe. Les lieux d’hébergement provisoires et les écoles doivent tous avoir mis en œuvre des activités psychosociales dans un délai de six semaines.

## Effets de la pandémie de COVID-19 sur l'éducation
En mars 2020, les fermetures d'écoles dans treize pays pour contenir la propagation du virus COVID-19 perturbent l'éducation de plus de 290 millions d'élèves dans le monde, un chiffre sans précédent.
Les fermetures d'écoles, même temporaires, sont problématiques pour de nombreuses raisons. La principale est la réduction du temps d'enseignement, qui a une incidence sur les résultats de l'apprentissage. Lorsque les écoles ferment, les résultats scolaires en souffrent. L'interruption de la scolarité entraîne également d'autres pertes plus difficiles à mesurer, notamment des désagréments pour les familles et une baisse de la productivité économique, les parents peinant à concilier leurs obligations professionnelles et la garde des enfants. Les fermetures aggravent également les inégalités en matière d'éducation : les familles économiquement favorisées ont tendance à avoir un niveau d'instruction plus élevé et à disposer de plus de ressources pour combler les lacunes en matière d'apprentissage et offrir des activités enrichissantes aux enfants qui ne peuvent pas aller à l'école.
En réponse à la fermeture des écoles en raison de la pandémie de COVID-19, l'UNESCO soutient la mise en œuvre de programmes d'apprentissage à distance à grande échelle et recommande des applications et des plateformes éducatives en accès libre que les écoles et les enseignants peuvent utiliser pour atteindre les apprenants à distance. L'organisation partage les meilleures pratiques pour tirer parti des technologies mobiles peu coûteuses disponibles à des fins d'enseignement et d'apprentissage afin d'atténuer les perturbations dans le domaine éducatif.

## Sources
- Cet article est partiellement ou en totalité issu de la page « Manuel sur le droit à l’éducation » de UNESCO, le texte ayant été placé par l’auteur ou le responsable de publication sous la CC BY-SA 3.0 IGO

- Cet article est partiellement ou en totalité issu de la page « Migration, déplacement et éducation: bâtir des ponts, pas des murs; Rapport mondial de suivi sur l'éducation 2019 » de UNESCO, le texte ayant été placé par l’auteur ou le responsable de publication sous la CC BY-SA 3.0 IGO